# قلعه هاگی
قلعه هاگی (به ژاپنی: 萩城 Hagi-jō)، قلعه شیزوکی یک قلعه ژاپنی در هاگی در استان یاماگوچی در ژاپن است.